# Beuil
Beuil (bis 1860 italienisch Boglio; okzitanisch Buelh) ist eine französische Gemeinde mit 553 Einwohnern (Stand 1. Januar 2022) im Département Alpes-Maritimes in der Region Provence-Alpes-Côte d’Azur; sie gehört innerhalb des Arrondissements Nizza zum Kanton Vence.

## Geographie
Beuil liegt 78 Kilometer von Nizza entfernt, am Ende der vom Fluss Cians gebildeten Schluchten Gorges du Cians, auf 1450 Meter Höhe, am Rand des Nationalparks Mercantour. Beuil bildet zusammen mit seinem Ortsteil Les Launes und Valberg (Teil der Gemeinde Péone) ein Skigebiet, das zu den großen Wintersportorten der Seealpen gehört.

## Geschichte
Beuil erregte bereits früh als befestigter Platz die Aufmerksamkeit der Römer. Als Castrum Boliacum diente es von nun an der Sicherung der Römerstraße in Cimiez (oberhalb von Nizza) mit Italien.
1258 revoltiert Beuil gegen seinen mächtigen Herrn Guillaume Rostaing. Dessen einzige Tochter wurde mit dem Andaron Grimaldi, einem Angehörigen der genuesischen Patrizierfamilie der Grimaldi, verheiratet, deren Linie in Bueil nun eines der größten Lehen der Provence beherrschten, und mit der Zeit zu Baronen und Grafen wurden. Jean Grimaldi de Bueil wurde Seneschall der Provence, seine Familie häufig Statthalter der Herzöge von Savoyen in der Grafschaft Nizza. Annibal Grimaldi de Beuil, dessen militärisches Talent die Krone Savoyens gerettet hatte, rebellierte gegen den Herzog, ohne sich ausreichend rückversichert zu haben. Er wurde hingerichtet und sein Besitz wurde beschlagnahmt. Die Burg von Beuil wurde 1633 geschleift.
In Turin verkaufte der Graf Mattei seine Rechte an Beuil an die Einwohner, die sie wiederum für 6125 Louis d’or weiterverkauften.
Während der napoleonischen Besetzung gehörte Beuil wie die gesamte Grafschaft Nizza bereits einmal von 1793 bis 1815 kurzfristig zu Frankreich, fiel danach wieder an das Königreich Sardinien-Piemont zurück und wurde erst 1860 an Frankreich abgetreten.

## Bevölkerungsentwicklung
- 1968: 326
- 1975: 320
- 1982: 313
- 1990: 330
- 1999: 334
- 2012: 503

## Tourismus
Beuil ist ein Etappenort am Fernwanderweg GR 52A, dem 'Sentier Panoramique du Mercantour'.
Siehe auch: Liste der Monuments historiques in Beuil

## Persönlichkeiten
- Ferdinand Ferber (1862–1909), Flugpionier
- Marcel Pourchier (1897–1944), Offizier und Olympiateilnehmer